# Thomas Will (Architekt)
Thomas Will (* 29. Juni 1951 in München) ist ein deutscher Architekt und Denkmalpfleger.

## Leben
Von 1970 bis 1975 absolvierte er ein Architekturstudium an der TU München (Diplom) und ETH Zürich und von 1975 bis 1977 ein Graduiertenstudium Architektur/Städtebau als Fulbright-Stipendiat an der Cornell University (M. Arch.). Von 1977 bis 1979 war er Architekt im Büro Oswald Mathias Ungers (Köln) und ab 1979 wissenschaftlicher Assistent am Lehrstuhl für Entwerfen und Denkmalpflege an der TU München, ab 1985 kommissarischer Leiter des Aufbaustudienganges Denkmalpflege, seit 1979 freischaffender Architekt, von 1987 bis 1996 im Architekturbüro Valena & Will (München). 1994 erfolgte die Berufung auf die Professur für Denkmalpflege und Entwerfen an der TU Dresden (1997–2000 Prodekan, 2003–2006 Dekan der Fakultät Architektur, seit 2018 Seniorprofessor).
Seine Forschungsschwerpunkte sind Architektur und Stadtentwicklung der Moderne, Theorie und Praxis der Denkmalpflege und des Entwerfens im historischen Kontext, Bewältigung kultureller und technischer Modernisierungsprozesse im Umgang mit dem baukulturellen Erbe (Lesarten des Fremden, Prävention gegen Naturkatastrophen, Energetische Ertüchtigung).

## Schriften (Auswahl)
- Aus der Not eine Tugend. Die Dresdner Kreuzkirche und ihr „provisorischer“ Wiederaufbau nach dem Krieg. Eine Denkschrift aus aktuellem Anlaß. Dresden 1998, ISBN 3-930382-28-8.
- mit Heiko Lieske und Erika Schmidt: Hochwasserschutz und Denkmalpflege. Fallbeispiele und Empfehlungen für die Praxis. Stuttgart 2012, ISBN 978-3-8167-8536-1.
- Kunst des Bewahrens. Denkmalpflege, Architektur und Stadt. Berlin 2020, ISBN 3-496-01609-4.